# Euphoria (canción de Kendrick Lamar)
«Euphoria» es una canción diss track escrita y grabada por el rapero estadounidense Kendrick Lamar, en respuesta al sencillo «Push Ups» del rapero canadiense Drake y su canción lanzada de forma independiente «Taylor Made Freestyle». Fue lanzado inesperadamente el 30 de abril de 2024 a través de Interscope Records, inicialmente como exclusivo de YouTube antes de ser lanzado a plataformas de streaming horas después. La canción toma su nombre de la serie dramática adolescente estadounidense Euphoria, de la cual Drake es productor ejecutivo.
La canción fue producida por Cardo y Kyuro, con trabajo adicional de Johnny Juliano, Sounwave y Yung Exclusive. Su introducción ampliada contiene un sample de la canción de 1981 de Teddy Pendergrass «You're My Latest, My Greatest Inspiration». «Euphoria» recibió críticas generalmente positivas de los críticos musicales, quienes elogiaron su tono humorístico pero odioso, la interpretación versátil de Lamar y sus complejos dobles sentidos. Sin embargo, las críticas se dirigieron a la producción y a algunos chistes que algunos consideraron objetables. La canción rompió el récord de transmisión en un solo día para una canción de hip hop en 2024.

## Antecedentes
El 22 de marzo de 2024, Kendrick Lamar hizo una aparición sorpresa en el álbum de estudio colaborativo de Future y Metro Boomin, We Don't Trust You, en el sencillo «Like That». Su verso destacado fue un insulto contra Drake y J. Cole en respuesta a su sencillo «First Person Shooter». Cole refutó «Like That» primero con el polarizador «7 Minute Drill», del que luego se retractó y eliminó de los servicios de streaming.
Drake ofreció dos respuestas a «Like That». Su primero, «Push Ups», fue estrenado por la personalidad de los medios DJ Akademiks después de que se filtrara una versión de demostración de baja calidad que incluía una muestra de «Get Money» de Junior M.A.F.I.A.. A lo largo de la canción, Drake se burla de la baja estatura y la autenticidad musical de Lamar, mientras genera rumores de que su antiguo sello, Top Dawg Entertainment, lo extorsionó.
La segunda respuesta, «Taylor Made Freestyle», se publicó en las cuentas de redes sociales de Drake inmediatamente después del lanzamiento de «Push Ups» en las plataformas de transmisión. La canción utilizó voces generadas a partir de la inteligencia artificial de Tupac Shakur y Snoop Dogg, dos de los ídolos musicales de Lamar, para incitarlo a que lanzara su propia respuesta. También cuestionó su amistad con la cantautora Taylor Swift de quien el freestyle lleva su nombre. Los herederos de Shakur enviaron a Drake una carta de cese y desista acusándolo de violar los derechos de personalidad del rapero y abusar de su legado. Afirmaron además que las voces generadas por IA utilizadas contra Lamar, un «buen amigo» del patrimonio que respetaba a Shakur en público y en privado, agravaban la falta de respeto. A Drake se le ordenó eliminar la canción de sus cuentas de redes sociales o enfrentar un litigio; accedió a la exigencia anterior.

## Composición
La canción comienza con una muestra de audio, que se reveló que era un clip de audio invertido de El mago, una nueva versión de 1978 de El mago de Oz protagonizada por Michael Jackson (con quien Drake se ha comparado a menudo), en la que Richard Pryor, quien interpreta al Mago  titular, afirma: Everything they say about me is true. I'm a phony («Todo lo que dicen sobre mí es verdad. Soy un farsante»). Después de esto, la canción comienza «suavemente» con Lamar esperando hasta la última línea del primer verso para dirigirse directamente a Drake. La introducción de la canción se basa en una muestra de la canción de Teddy Pendergrass «You're My Latest, My Greatest Inspiration». Lamar habla de un maestro manipulador «paranoico», «patético» y «en espiral» que «fabrica historias en el frente familiar». Luego, el ritmo se acelera a medida que la entrega se vuelve «más nítida», mientras el rapero hace referencias al nombre de Drake («Draco Pistol»), así como a la pista anterior «Taylor Made».
Más tarde, Lamar menciona a Drake y Cole por su nombre y hace referencia a «The Story of Adidon», una diss track de 2018 de Pusha T dirigida contra Drake, en el contexto de la paternidad. En otros casos, acusa a Drake de ser un «estafador» y menciona a artistas como YNW Melly, Gunna, Daft Punk, Lil Yachty y Sexyy Red. Lamar también acusa a Drake de enviar una carta de cese y desista para impedir el lanzamiento de «Like That»: Try cease and desist on the 'Like That' record / Ho, what? You ain't like that record? («Intenta cese y desista en la grabación 'Like That' / Perra, ¿qué? ¿No te gusta esa grabación?»). Otras referencias en la canción incluyen la canción de Drake de Meek Mill «Back to Back».

## Lanzamiento y promoción
«Euphoria» se lanzó por primera vez en YouTube el 30 de abril de 2024, sin anuncio previo. Fue publicado en la plataforma aproximadamente a las 8:24 a. m. PT, que muchos aludieron como un guiño al jugador de baloncesto Kobe Bryant; era escolta de Los Angeles Lakers con las camisetas números 8 y 24. Horas después de su lanzamiento en YouTube, «Euphoria» estuvo disponible en servicios de transmisión de música a través de Interscope Records. Brian Zisook, cofundador de Audiomack, señaló que la canción es el primer lanzamiento de Lamar bajo un nuevo acuerdo de licencia directa con Interscope luego de su salida de Top Dawg Entertainment (bajo un acuerdo conjunto con Aftermath Entertainment e Interscope); según se informa, la propia empresa de comunicaciones creativas de Lamar, PGLang, no está involucrada en el acuerdo.
La portada de la canción es una captura de pantalla de la definición de Merriam-Webster de la palabra euphoria («euforia»), pero los periodistas creen que su título también es una referencia a la serie de televisión estadounidense del mismo nombre. Drake es uno de los productores ejecutivos de la serie, que ha sido objeto de controversia por el uso de contenido para adultos, incluido material sexual, entre sus personajes adolescentes.

## Recepción de la crítica
Según una evaluación de Complex, que calificó la letra, la presentación, la calidad y la efectividad general de la canción, «Euphoria» recibió una puntuación de 42 sobre 50 (84%). Su examinador, Peter A. Berry, concluyó que la canción es «demasiado extensa» para su propio bien y que la producción es «un poco mid», pero en última instancia ofrece una «potente mezcla de habilidad, crueldad y humor que ser difícil de superar para cualquiera».
Vivian Medithi de The Fader describió «Euphoria» como una canción de rap destacada y un «estudio dinámico sobre el odio». Andre Gee de Rolling Stone quedó impresionado por cómo Lamar sonaba como un «veterano experimentado» a pesar de que la canción era su primer diss track oficial. Ángel Díaz, que escribe para Billboard, consideró que su respuesta «valió la pena esperar» y elogió su denso lirismo.
En críticas menos favorables, Alphonse Pierre de Pitchfork consideró que a «Euphoria» le faltaba un «golpe de gracia» que podría haber llevado la disputa de Lamar con Drake más allá de un «espectáculo fugaz». Pierre también comentó negativamente sobre la producción de la canción, especialmente creyendo que la pista tiene «los peores cambios de ritmo que escucharás en todo el año». Ben Beaumont-Thomas de The Guardian escribió de manera similar y también criticó la producción, describiendo el ritmo como «bla, incluso si Lamar lo maneja con habilidad y animación».

## Impacto
«Euphoria» fue objeto de gran atención de la prensa tras su lanzamiento. New Ho King, un restaurante chino ubicado en el barrio Chinatown de Toronto, se vio inundado de reseñas de cinco estrellas en Google Maps después de ser mencionado en la pista.
El equipo de la campaña presidencial de 2024 del presidente estadounidense Joe Biden utilizó la canción en un vídeo contra su oponente Donald Trump, superponiendo letras editadas que criticaban el comportamiento de Trump: I hate the way that you walk over women’s rights, the way that you talk about immigrants. I hate the way that you dress, I hate the way that you sneak diss on Truth Social («Odio la forma en que pisoteas los derechos de las mujeres, la forma en que hablas de los inmigrantes. Odio la forma en que te vistes, odio la forma en que tiras burlas en Truth Social»).

## Desempeño comercial
«Euphoria» alcanzó el número uno en las listas de Spotify de EE. UU., así como el número uno en Apple Music de EE. UU. y en las listas musicales mundiales. Debutó en el puesto 11 en la lista Billboard Hot 100.

## Personal
- Kendrick Lamar – voz, compositor
- Cardo – productor
- Kyuro – productor
- Johnny Juliano – productor
- Sounwave – productor
- Yung Exclusive – productor
- Matthew Bernard – teclados adicionales, intérprete asociado
- Jonathan Turner – mezclas
- Ray Charles Brown Jr. - ingeniero de grabación
- Nicolás De Porcel – masterización

## Listas
| Lista (2024)                           | Posición más alta |
| -------------------------------------- | ----------------- |
| Australia Digital Tracks (ARIA)        | 48                |
| Canadá (Canadian Hot 100)              | 13                |
| Global 200 (Billboard)                 | 18                |
| Irlanda (IRMA)                         | 51                |
| New Zealand Hot Singles (RMNZ)         | 4                 |
| Sudáfrica (Billboard)                  | 10                |
| Reino Unido (UK Singles Chart)         | 50                |
| Estados Unidos (Billboard Hot 100)     | 11                |
| Estados Unidos (Hot R&B/Hip-Hop Songs) | 3                 |